# (294506) 2007 XB1
(294506) 2007 XB1 es un asteroide perteneciente al cinturón de asteroides, descubierto el 2 de diciembre de 2007 por el equipo del Lulin Sky Survey desde el Observatorio de Lulin, Zhongshan, República Popular China.

## Designación y nombre
Designado provisionalmente como 2007 XB1.

## Características orbitales
2007 XB1 está situado a una distancia media del Sol de 2,297 ua, pudiendo alejarse hasta 2,647 ua y acercarse hasta 1,947 ua. Su excentricidad es 0,152 y la inclinación orbital 1,823 grados. Emplea 1271,36 días en completar una órbita alrededor del Sol.

## Características físicas
La magnitud absoluta de 2007 XB1 es 17,84.